# Коацце
Коацце (італ. Coazze, п'єм. Coasse) — муніципалітет в Італії, у регіоні П'ємонт,  метрополійне місто Турин.
Коацце розташоване на відстані близько 550 км на північний захід від Рима, 32 км на захід від Турина.
Населення — 3280 осіб (2014).

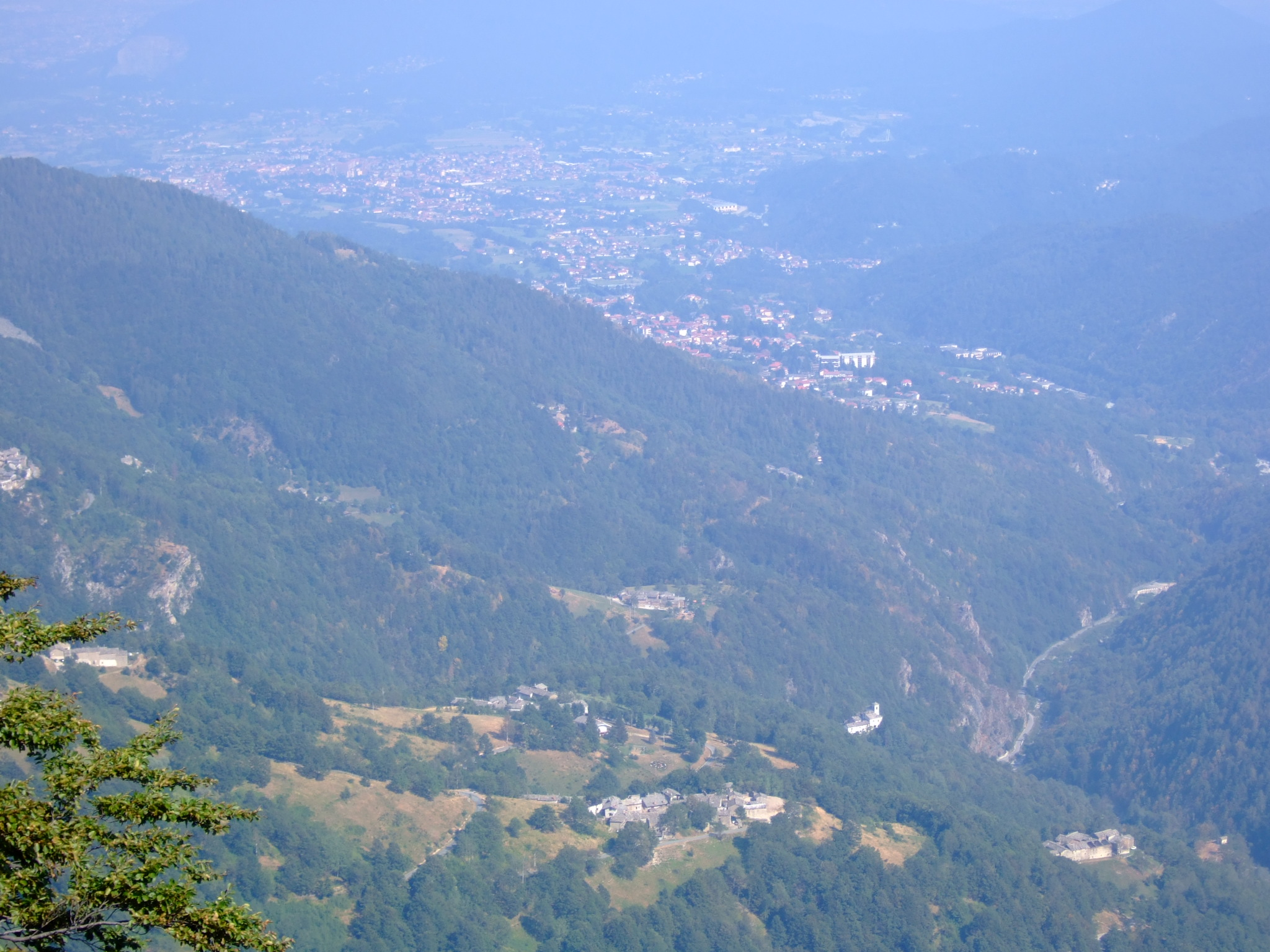

Щорічний фестиваль відбувається 15 серпня. Покровителька — Богородиця Небовзята in Cielo.

## Демографія
Населення за роками:

Станом на 1 січня 2023 року в муніципалітеті офіційно проживало 278 іноземців з 31 країни, серед них 201 громадянин країн Євросоюзу та 6 громадян України.

## Сусідні муніципалітети
- К'юза-ді-Сан-Мікеле
- Джавено
- Пероза-Арджентіна
- Рур
- Сан-Джоріо-ді-Суза
- Сант'Антоніно-ді-Суза
- Ває
- Вальджойє
- Віллар-Фокк'ярдо